# クラインの壺

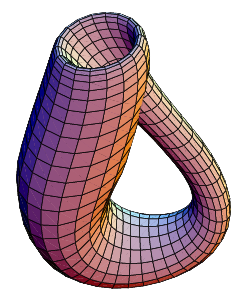
クラインの壺

クラインの壺（クラインのつぼ、英: Klein bottle、独: Kleinsche Flasche）は、境界も表裏の区別も持たない（2次元）曲面の一種で、主に位相幾何学で扱われる。
ユークリッド空間に埋め込むには4次元、曲率0とすると5次元が必要である。3次元空間には通常の方法では埋め込み不可能だが、射影して強引に埋め込むと、自己交差する3次元空間内の曲面になる。その形を壺になぞらえたものである。
ドイツの数学者フェリックス・クラインにより考案された。クラインの管、クラインの瓶とも呼ばれる。この通称は英語に翻訳する際の錯誤によるものである。原語であるドイツ語では「Kleinsche Fläche（クラインの面）」であり、これが英語に翻訳される際、Fläche（面）がFlasche（瓶）と取り違えられ、bottleと訳された。現在ではドイツ語圏でも、Kleinsche Flascheのほうで定着している。
クラインの壺は、下図のように矢印を付けた正方形の対辺を矢印の向きが合うように貼り合わせて作ることができる。

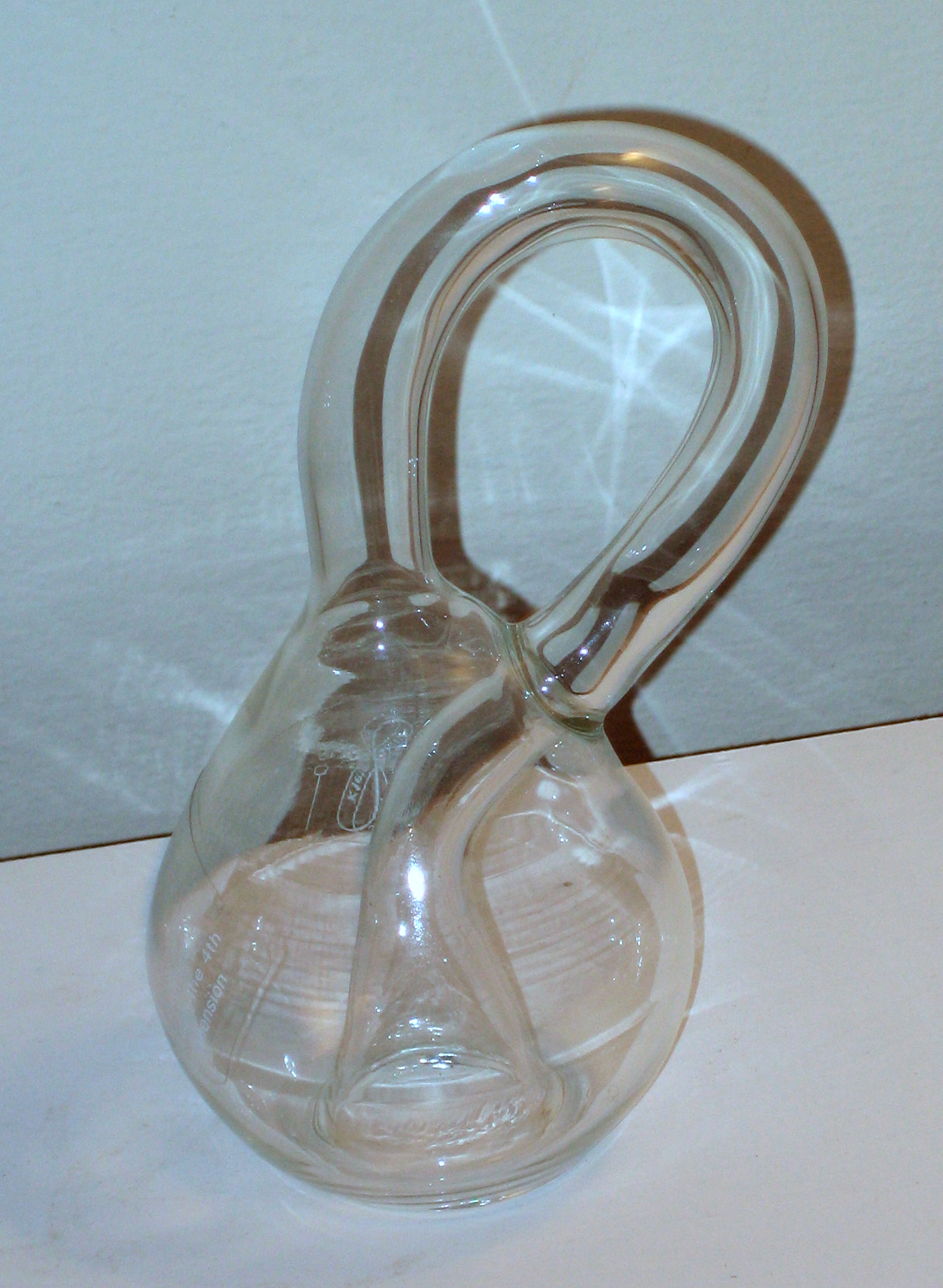
クリフォード・ストールがガラスで作製したクラインの壺

前述のように3次元空間内に実現するためには自己交差が必要であるが、クラインの壺そのものに交差はない。そのことを強調するために自己交差の部分をぼかして図示されることがある。
表裏の区別を持たない2次元曲面には他にメビウスの帯がある。メビウスの帯が2次元のテープ状のものをひねり表をたどっていくとそのまま裏に行き着くようにしたのに対し、クラインの壺は3次元のチューブをひねり内部をたどると外部に行き着くようにしたものである。また二つのメビウスの帯をそのふちに沿って貼り合わせるとクラインの壺ができる（上の図で、ここで示した順序とは逆に、青いほうの辺を先に貼り合わせるとメビウスの帯になる）。